# اوبرته (شهرستان پووتوسک)
اوبرته (شهرستان پووتوسک) (به لهستانی:  Obryte) یک روستا در لهستان است که در گمینا اوبرته واقع شده‌است. اوبرته ۹۳۰ نفر جمعیت دارد.